# Violeta (color)
Violeta (o azul púrpura) es un color de tono purpúreo o morado que es considerado intermedio entre el azul y el magenta. La referencia originaria del color violeta son los pétalos de las plantas homónimas del género Viola, como por ejemplo la violeta común (Viola odorata).
Este color se percibe ante la fotorrecepción que excite simultáneamente los conos azules y rojos del ojo humano. Esto puede producirse por una luz violeta monocromática, cuya longitud de onda dominante mide entre 380 y 420 nm, o por una mezcla de luces azules y rojas. Los colores similares al violeta son denominados violáceos, así como los tonos que constituyen la parte extrema del espectro visible, que es la que se encuentra entre la luz azul y la radiación ultravioleta.

## Etimología

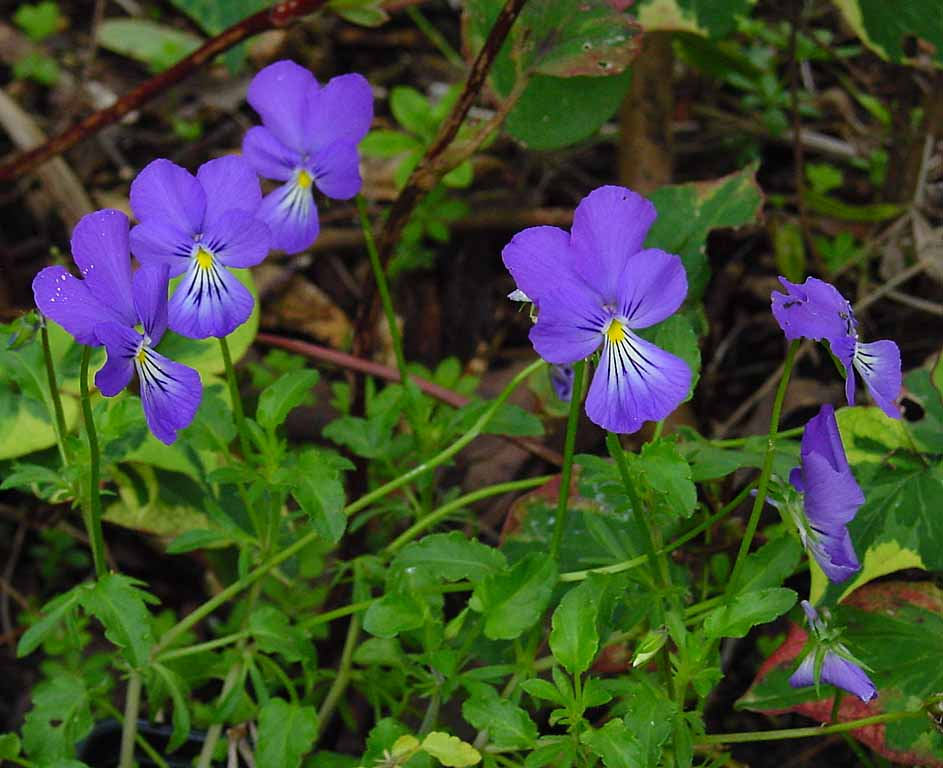
Flores de Viola cornuta

La palabra violeta deriva del francés violette, este del francés antiguo viole, y este del latín vĭŏla, que designa a la planta homónima, y que es cognado con el griego ἴον (ion), ‘violeta’, probablemente derivado de un idioma mediterráneo pre-indoeuropeo.

### Lexemas
El lexema yo o yodo, del griego ἴον (ion), ‘violeta’ (y este de la raíz originaria *wi–), asocia a los términos que lo incluyen con el color violeta. Un ejemplo de esto es, precisamente, la palabra yodo.

## Propiedades

### Como color psicológico: frío
El violeta es considerado un color frío, junto con el verde, el cian y el azul.

### Como color sustractivo: terciario

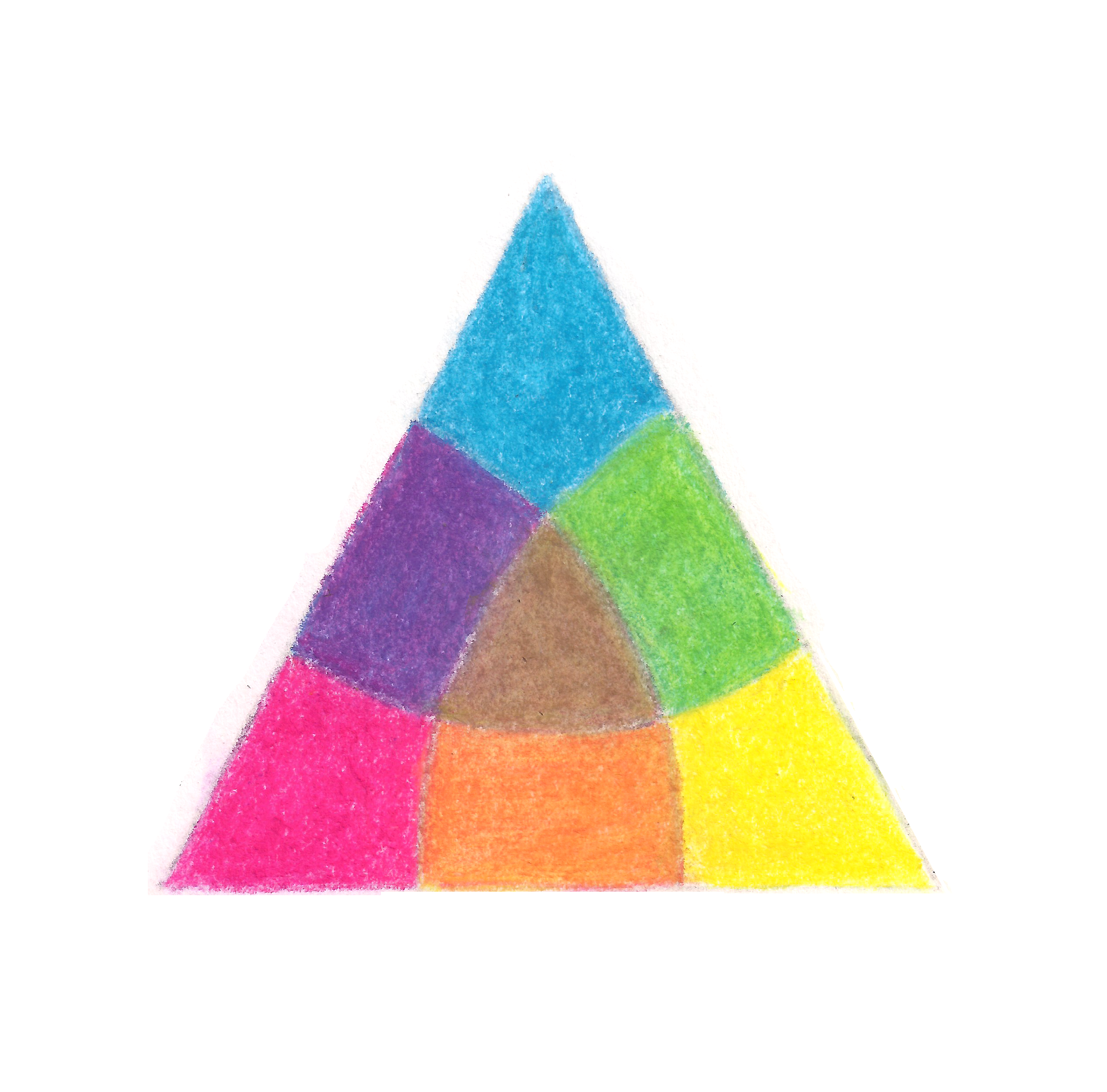
En el sistema sustractivo tradicional (RYB), el violeta se logra mediante la mezcla de rojo y azul

En el sistema de síntesis sustractiva de color, donde los colores se crean mezclando pigmentos o tintes (pinturas, colorantes, tintas), los colores primarios son el cian, el magenta y el amarillo. El violeta es un color terciario en este sistema, es decir que cuando se trabaja con pigmentos de cualquier clase, para obtener violeta se deben mezclar primero dos de los colores primarios sustractivos (específicamente, cian y magenta), obteniendo azul (secundario), y luego mezclar a este con el magenta. Alternativamente, se puede obtener violeta mezclando cian y magenta en proporciones desiguales, donde la proporción de cian debe ser algo menor que la de magenta.
El procedimiento de impresión por cuatricromía (que se usa para imprimir, por ejemplo, libros y revistas en color) emplea los tres colores primarios sustractivos con el agregado de negro; de allí que un color para cuatricromía se describa mediante el porcentaje de tinta de cada uno de estos cuatro colores que entra en su composición. En este procedimiento se obtiene violeta mezclando cian y magenta en diferentes proporciones. Así, un área impresa en color violeta puro estará compuesta por C=50 (50 % de cian), M=100 (100 % de magenta), Y=0 (0 % de amarillo) y K=0 (0 % de negro). Véase CMYK.

#### Complementariedad
En este sistema de cromosíntesis, el color complementario del violeta es el verde amarillo.

#### Como color sustractivo en el sistema RYB en artes plásticas: secundario
En pintura artística y otras disciplinas relacionadas, para obtener colores por mezcla suele usarse el sistema de síntesis sustractiva RYB, que utiliza rojo (R), amarillo (Y) y azul (B) como colores primarios, pese a que estos no sean los más adecuados para la mezcla sustractiva.
Los estudios de Newton sobre la naturaleza de la luz y del color suscitaron numerosas teorías sobre los colores, no siempre correctas. A principios del siglo XVIII algunos tratados de pintura habían adaptado el círculo de colores creado por Newton a las necesidades del arte pictórico y señalaban que los tres colores primarios eran el rojo, el amarillo y el azul del círculo newtoniano. La práctica de utilizar esta tríada de primarios en pintura continúa hasta el día de hoy, por lo que en ese ámbito se suele obtener violeta mezclando rojo y azul, a pesar de que actualmente se considera que el magenta, el cian y el amarillo es la tríada de primarios más adecuada para la síntesis de colores pigmentarios.

##### Complementariedad
En este sistema de cromosíntesis, el complementario del violeta es el amarillo.

### Como color aditivo

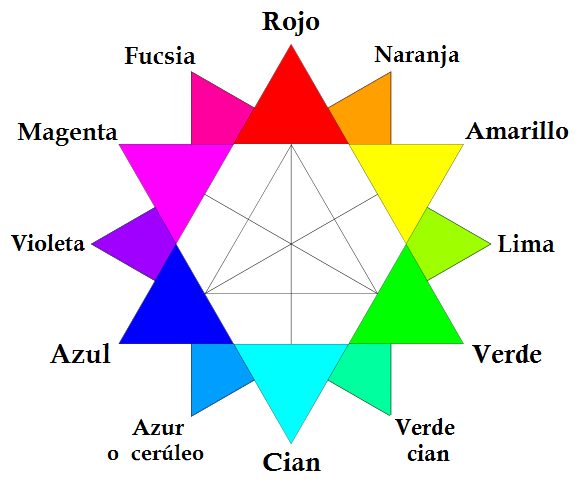
Producción de colores a partir de los primarios del sistema aditivo. Mezclando rojo, verde y azul se obtienen los secundarios cian, magenta y amarillo, y por mezclas sucesivas todos los demás colores.

En el sistema aditivo de síntesis de color, en el cual los colores se obtienen mezclando luz de color en lugar de pigmentos, los colores primarios son el rojo, el verde y el azul; para obtener violeta hay que superponer luz roja y luz azul en proporciones desiguales: la luz roja debe tener menor intensidad que la azul.
Este sistema aditivo de colores luz es el que utilizan los monitores y televisores para producir colores. En este sistema, un color se describe con valores numéricos para cada uno de sus componentes (rojo, verde y azul), indicando al rojo con «R», al verde con «G» y al azul con «B». En una escala de valores de 0 a 255, el violeta puro aditivo se expresaría como R=128 (rojo al 50 %) G=0 (nada de verde) y B=255 (azul al 100 %). Esto daría como resultado al color #BC00FF en sRGB lineal, o al color #8000FF con corrección gamma sRGB. Véase RGB.

#### Complementariedad
En este sistema de cromosíntesis, el complementario del violeta es el color lima.

### Como azul púrpura
Azul púrpura es la denominación genérica de los colores violáceos, y también el color o los colores que se perciben como intermedios entre el azul y el púrpura sin que uno de estos últimos predomine sobre el otro; sin embargo, los términos "violeta" y "púrpura" pueden tener un significado diferente en varios idiomas. Corresponde a la fotorrecepción de una luz cuya longitud de onda dominante se encuentre entre los 395 y 405 nm.
El color azul púrpura estándar corresponde al violeta cuya muestra se proporciona al comienzo de este artículo.

#### Sinonimia y ortografías alternativas
También se dice púrpura azul y azul violeta, y puede escribirse purpurazul y azul–púrpura.

#### Comparación con colores próximos
Debajo se dan muestras de las coloraciones próximas al azul púrpura, a fin de facilitar su comparación entre sí.

En los diagramas y círculos de colores de doce tonalidades del modelo tradicional RYB, el azul púrpura se ubica entre el azul y el púrpura; y en los de veinticuatro, entre el azul purpúreo y el púrpura azulado.

## Violeta espectral
Véase también violeta (luz)
Violeta espectral es el color violeta de la región del espectro electromagnético que el ojo humano es capaz de percibir. La longitud de onda de la luz violeta es de alrededor de 400 nm; las frecuencias más altas que el violeta —y, por lo tanto, de longitudes de onda más cortas— se denominan ultravioletas y no son visibles. Así, el color violeta corresponde a la frecuencia más alta de luz discernible por el ojo humano. 

### En el espectro newtoniano y en el arcoíris: séptimo color
En Occidente, la interpretación tradicional del cromatismo del arcoíris sostiene que este contiene siete colores, que corresponden a los siete colores en que Newton dividió el espectro de luz visible. En este contexto, el violeta es considerado el séptimo color, tanto del espectro newtoniano como del arcoíris.

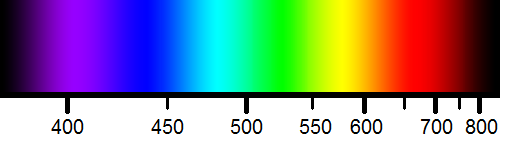
En el espectro de luz visible, el violeta está en uno de los extremos

### Violetas espectrales
Dentro del espectro visible hay una gama continua de tonos violetas. El espectro violeta puede dividirse en secciones: 
- Violeta vivo: entre los 420 y 400 nm de longitud de onda, da tonos relativamente intensos de violeta que se encuentran cercanos al espectro azul. Es la zona violeta más identificable del espectro visible y del arcoíris.

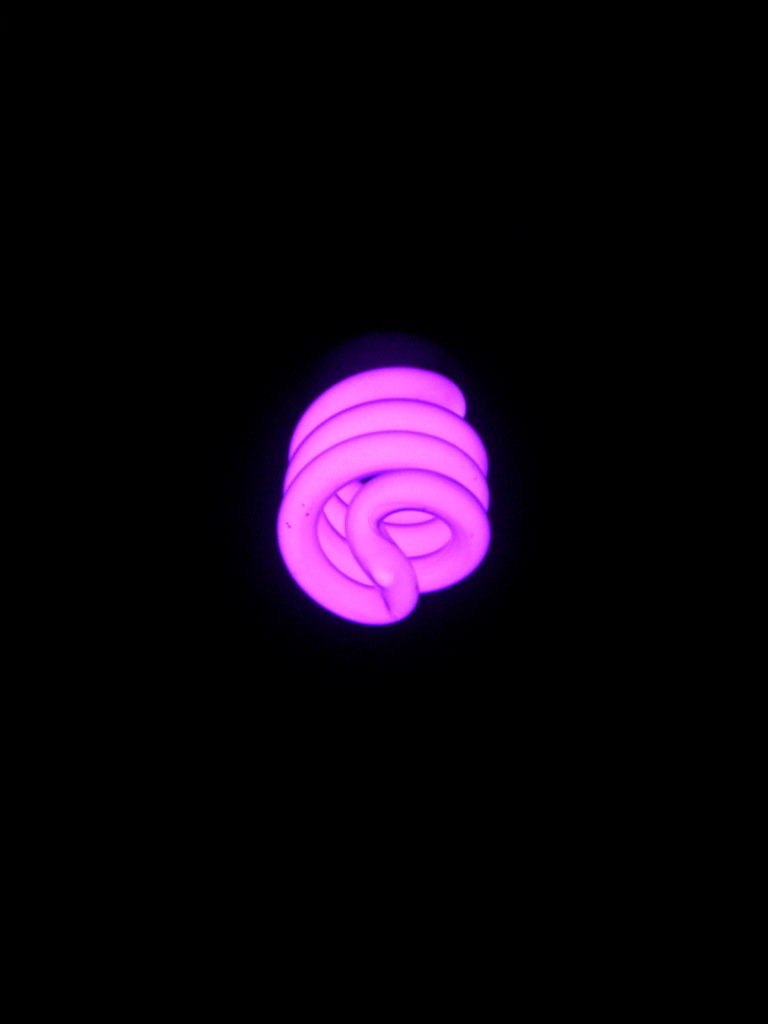
Lámpara fluorescente de luz ultravioleta.

- Violeta atenuado: entre los 400 y 380 nm, constituye una franja con doble connotación, porque por un lado se le considera como parte de la luz violeta visible y por el otro es parte de la radiación ultravioleta (UV).[13] La mayoría de cámaras fotográficas interpretarán a esta región del espectro, debido a como su sensor de luz rojiza está diseñado, como un color magenta. Sin embargo, una persona que observe luz de estas longitudes de onda la percibirá de color violeta, no magenta.
- Luz ultravioleta visible: entre los 380 y 310nm. Si bien por definición la radiación UV no es visible, una parte de esta radiación denominada UVA o ultravioleta cercana, puede ser visible bajo ciertas condiciones especialmente en niños y algunos adolescentes, debido a que el cristalino del ojo humano es más transparente a temprana edad.[14] Igualmente las personas que han perdido su cristalino por alguna situación médica podrán ver este espectro magenta. Esta luz (UVA) tiene una óptima percepción en algunas aves e insectos, y es menos energética y dañina que la radiación UVB.

En la siguiente tabla se muestran diferentes tonalidades de violeta, las tres primeras son espectrales (cuanta más corta la longitud de onda, menos visible el violeta será), las cuatro últimas son extraespectrales (se obtienen con una mezcla de luz roja y violeta, o luz roja y azul):
|        | Índigo eléctrico | Violeta        | Violeta extremo | Violeta vivo   | Violeta (Windows Phone) | Púrpura eléctrico | Orquídea vivo  |
| HTML   | #6F00FF          | #8000FF        | #8F00FF         | #9F00FF        | #AA00FF                 | #BF00FF           | #CC00FF        |
| RGB    | 111, 0, 255      | 128, 0, 255    | 143, 0, 255     | 159, 0, 255    | 170, 0, 255             | 191, 0, 255       | 204, 0, 255    |
| HSV    | 266°, 100, 100   | 270°, 100, 100 | 274°, 100, 100  | 277°, 100, 100 | 280°, 100, 100          | 285°, 100, 100    | 288°, 100, 100 |
| λ (nm) | 450              | 440            | 380             | (no espectral) | (no espectral)          | (no espectral)    | (no espectral) |
| Ref.   | [ 16 ]           | [ 17 ]         | [ 11 ] [ 12 ]   |                | [ 18 ]                  | [ 19 ]            | [ 20 ]         |

## Tipos de violeta

### Violeta político
Véase colores políticos: violeta político.

### Variedad de violetas
Diversos ejemplos del uso del violeta y coloraciones similares:
| Nombre                             | Muestra | Cod. Hex. | RGB | RGB | RGB | HSV  | HSV  | HSV  |
| ---------------------------------- | ------- | --------- | --- | --- | --- | ---- | ---- | ---- |
| Malva                              |         | #E0B0FF   | 224 | 176 | 255 | 276° | 31%  | 100% |
| Lila                               |         | #B695C0   | 182 | 149 | 192 | 286° | 22%  | 75%  |
| Lavanda                            |         | #B57EDC   | 181 | 126 | 220 | 275° | 43%  | 86%  |
| Amatista                           |         | #9966CC   | 153 | 102 | 204 | 270° | 50%  | 80%  |
| Violeta                            |         | #9065CA   | 144 | 101 | 202 | 266° | 50%  | 79%  |
| Lirio                              |         | #7F69A5   | 127 | 105 | 165 | 262° | 36%  | 65%  |
| Púrpura violeta o violeta amatista |         | #9A4EAE   | 154 | 78  | 174 | 288° | 55%  | 68%  |
| Púrpura Munsell                    |         | #9F00C5   | 159 | 0   | 197 | 288° | 100% | 77%  |
| Violeta (francés)                  |         | #8806CE   | 136 | 6   | 206 | 279° | 97%  | 81%  |
| Violeta                            |         | #78288C   | 120 | 40  | 140 | 288° | 71%  | 55%  |
| Violeta oscuro (tatuaje)           |         | #723185   | 114 | 49  | 133 | 286° | 63%  | 52%  |
| Púrpura                            |         | #7D2181   | 125 | 33  | 129 | 298° | 74%  | 51%  |
| Azul púrpura                       |         | #603085   | 96  | 48  | 133 | 274° | 64%  | 52%  |
| Violeta o azul púrpura             |         | #4C2882   | 76  | 40  | 130 | 264° | 69%  | 51%  |
| Morado                             |         | #4A2364   | 74  | 35  | 100 | 276° | 65%  | 39%  |
| [ 33 ]                             |         | #2F2140   | 47  | 33  | 64  | 267° | 48%  | 25%  |

### Colores web violetas y violáceos
Los colores HTML establecidos por protocolos informáticos para su uso en páginas web incluyen, entre otros, los violetas o colores avioletados que se muestran debajo. En programación es posible invocarlos por su nombre, además de por sus valores hexadecimales. La siguiente es una relación de colores web HTML / CSS / X11:
| Nombre          | Muestra | Cod. Hex. | RGB | RGB | RGB | HSV  | HSV  | HSV |
| --------------- | ------- | --------- | --- | --- | --- | ---- | ---- | --- |
| Violet          |         | #EE82EE   | 238 | 130 | 238 | 300° | 45%  | 93% |
| Orchid          |         | #DA70D6   | 218 | 112 | 214 | 302° | 48%  | 86% |
| MediumOrchid    |         | #BA55D3   | 186 | 85  | 211 | 288° | 60%  | 83% |
| MediumPurple    |         | #9370DB   | 147 | 112 | 219 | 269° | 49%  | 86% |
| MediumSlateBlue |         | #7B68EE   | 123 | 104 | 238 | 249° | 56%  | 93% |
| SlateBlue       |         | #6A5ACD   | 106 | 90  | 205 | 248° | 56%  | 80% |
| BlueViolet      |         | #8A2BE2   | 138 | 43  | 226 | 271° | 81%  | 89% |
| DarkOrchid      |         | #9932CC   | 153 | 50  | 204 | 280° | 76%  | 81% |
| DarkViolet      |         | #9400D3   | 143 | 0   | 211 | 282° | 100% | 83% |
| RebeccaPurple   |         | #663399   | 102 | 51  | 153 | 275° | 100% | 51% |
| DarkSlateBlue   |         | #483D8B   | 72  | 61  | 139 | 248° | 56%  | 55% |
| Indigo          |         | #4B0082   | 75  | 0   | 130 | 270° | 67%  | 60% |

## Galería

### Imágenes violetas

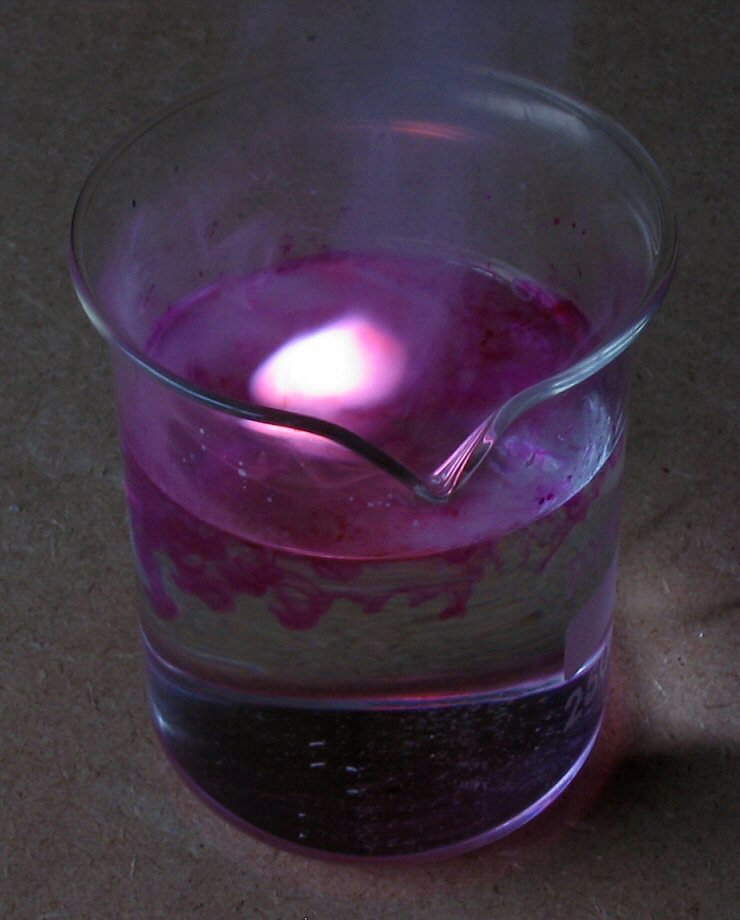
El potasio, metal alcalino que arde con llama violeta
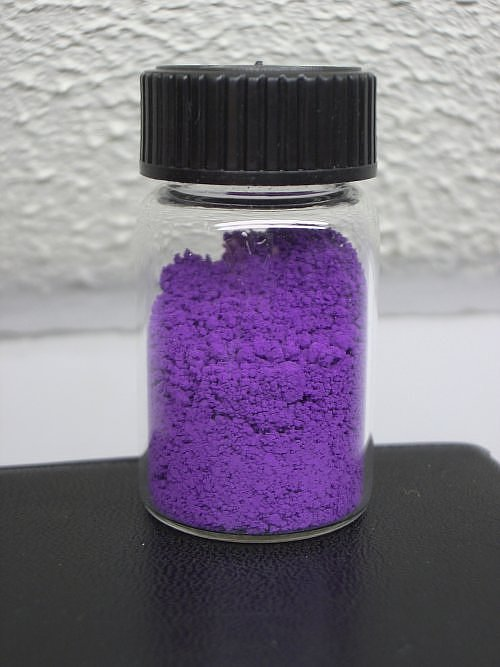
Violeta de manganeso, pigmento sintético del s. XIX.
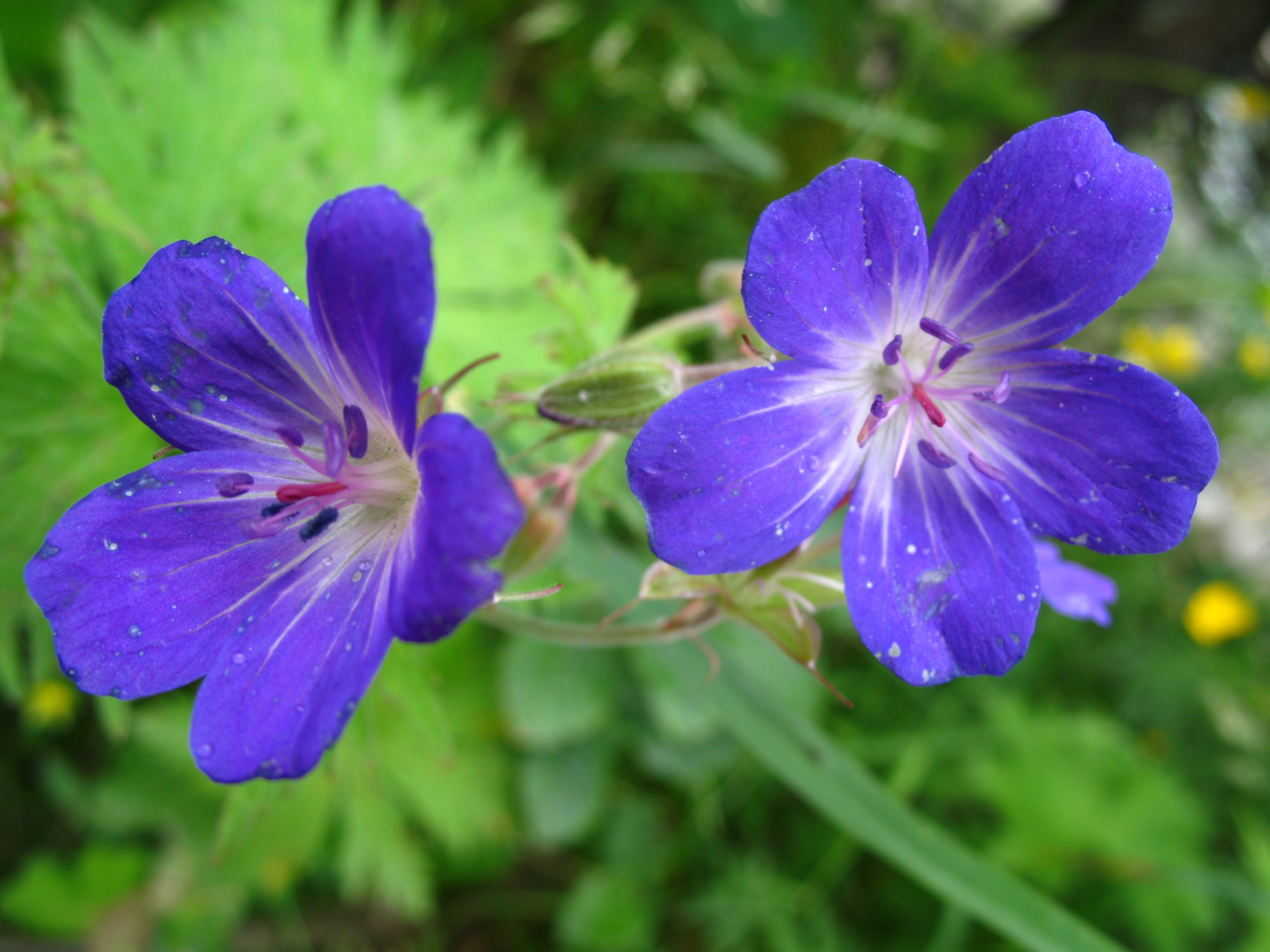
Geranio de prado
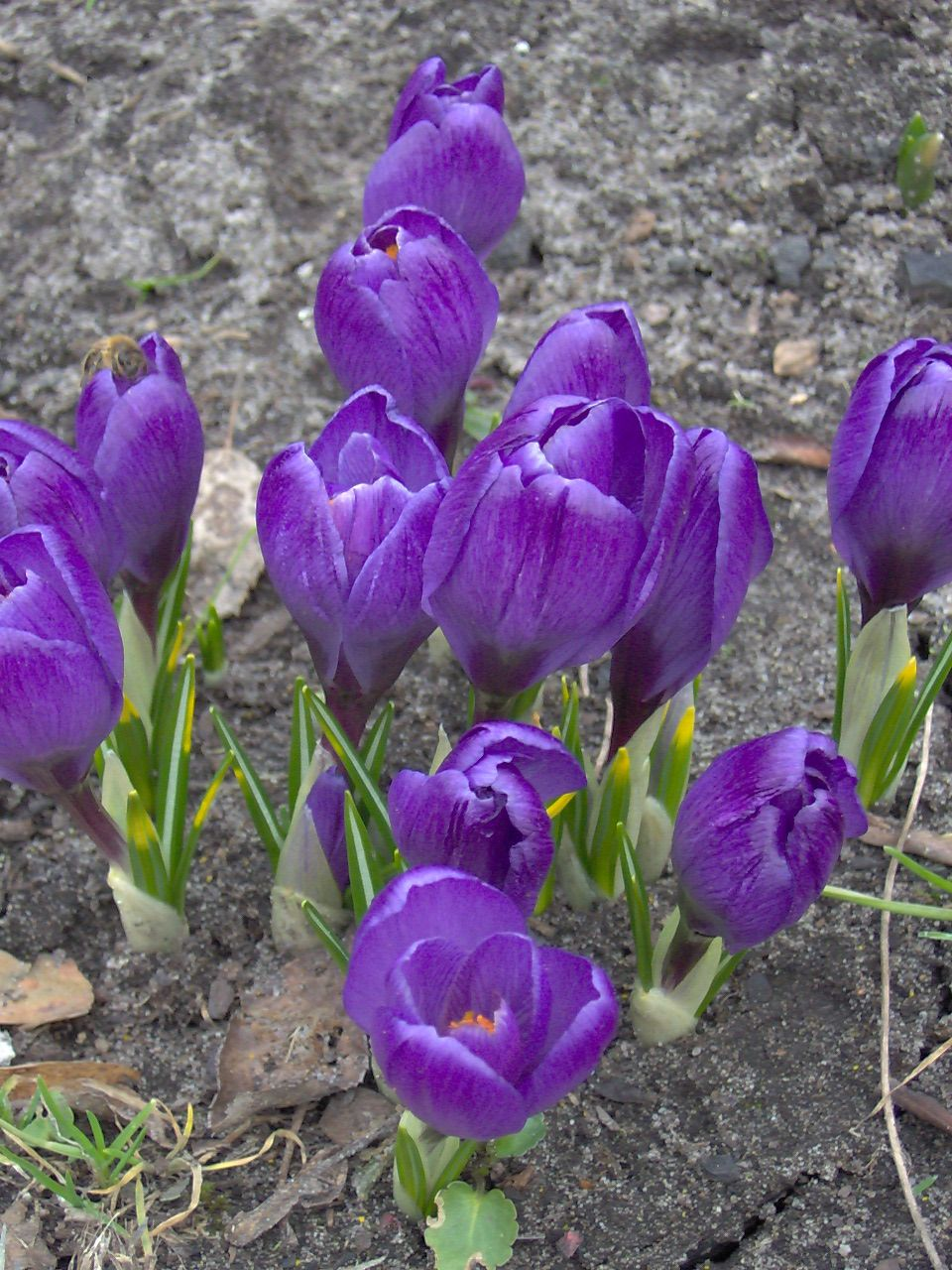
Crocus holandés
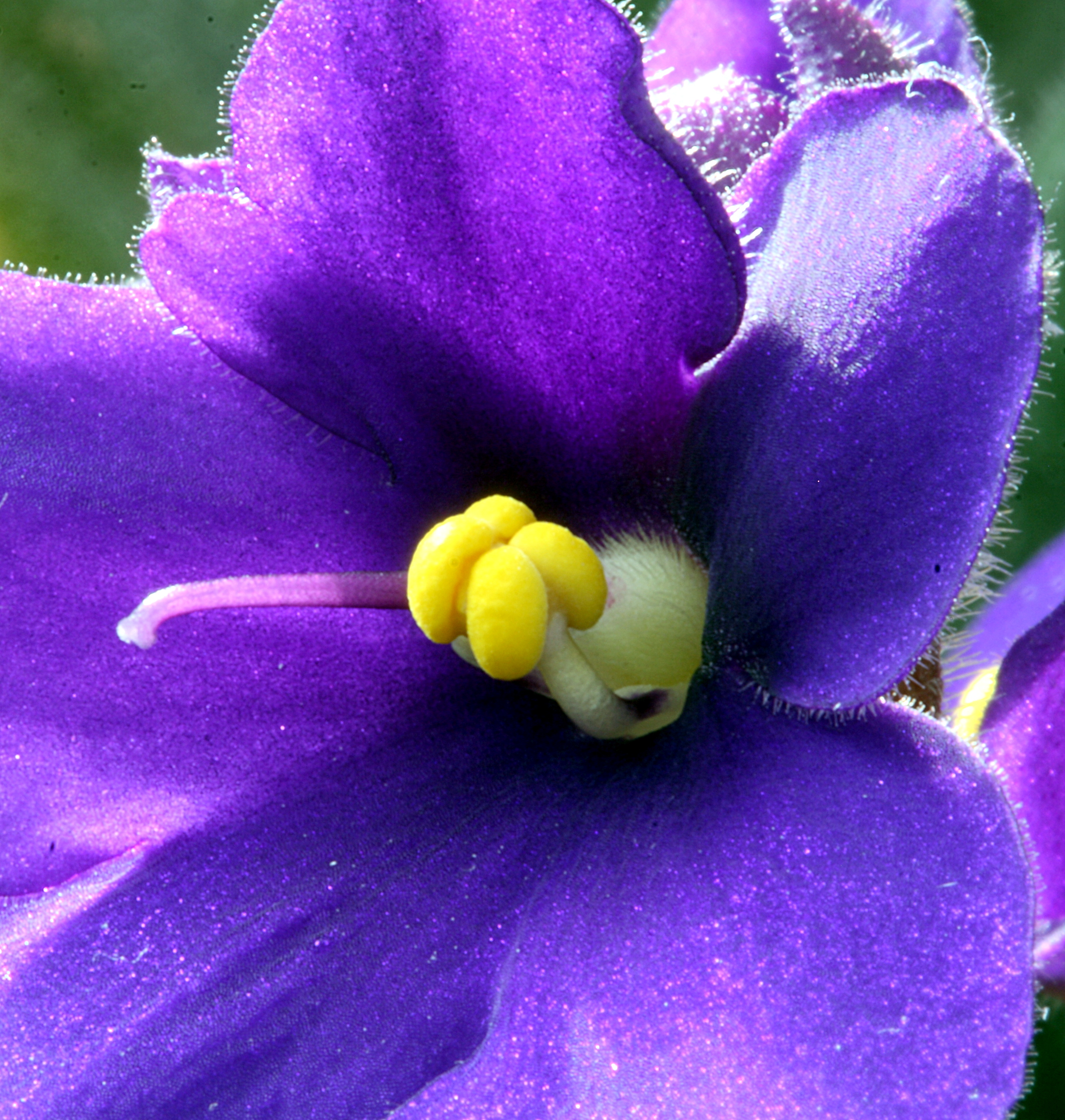
Violeta africana
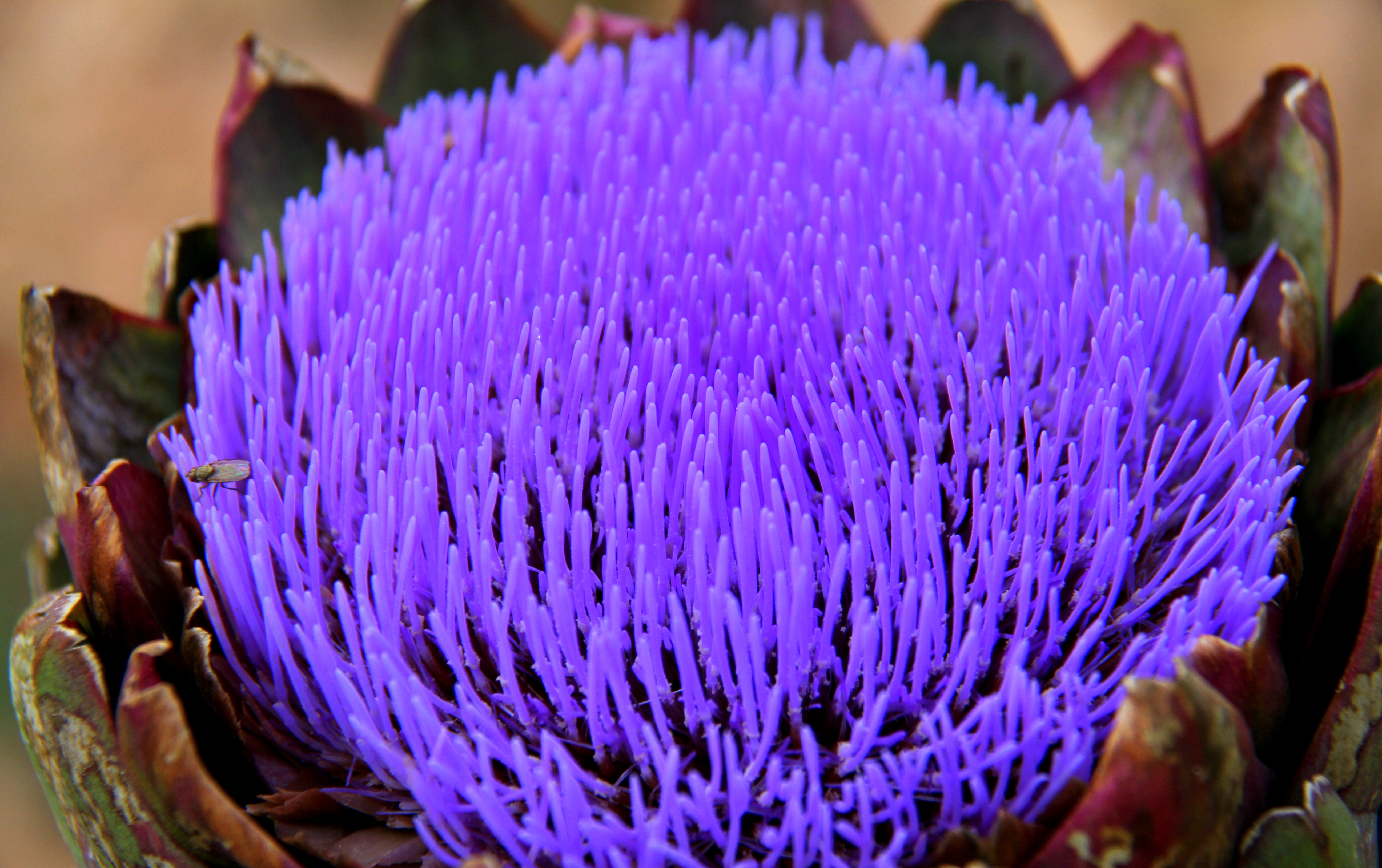
Flor de alcachofa
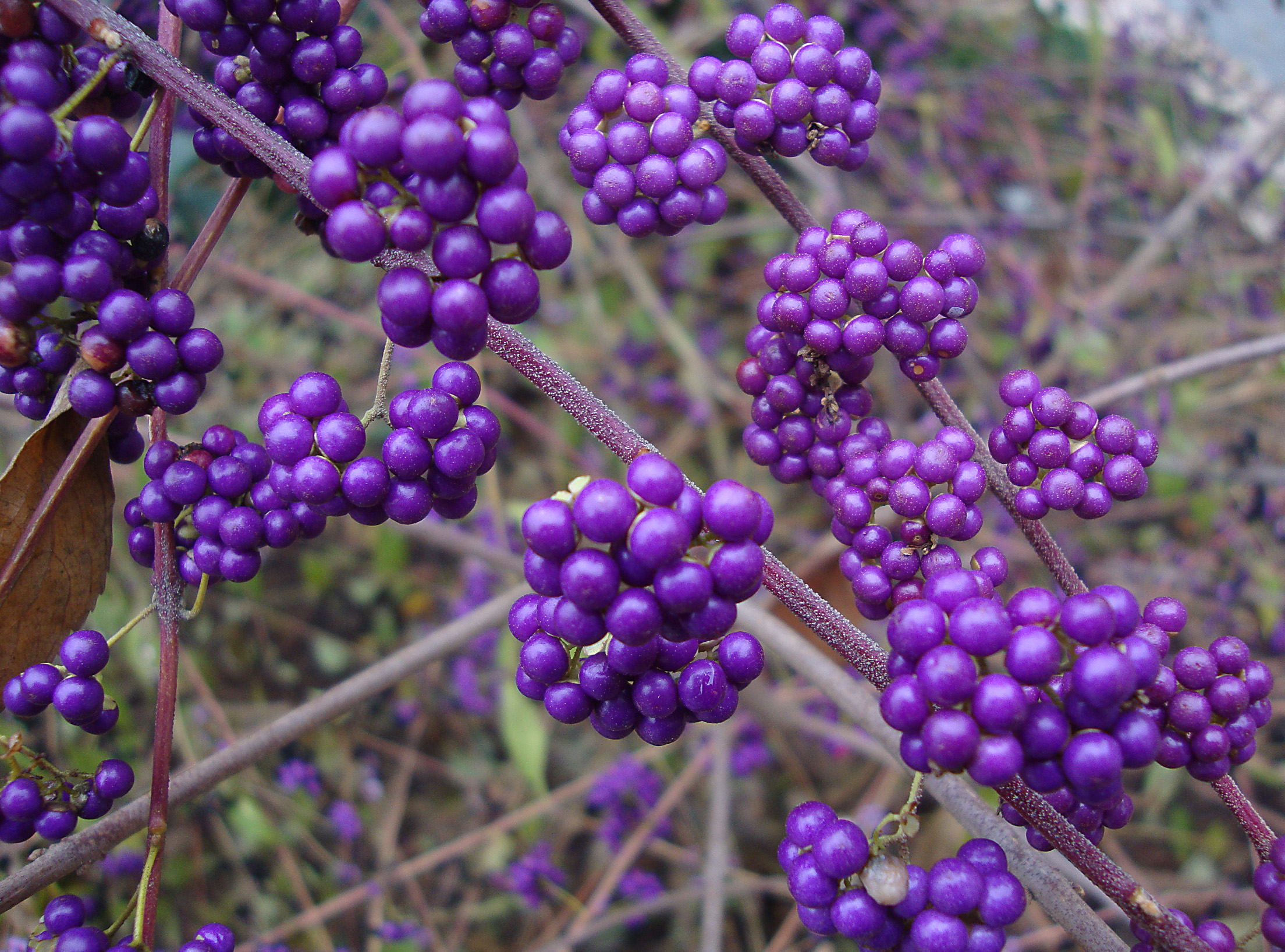
Baya bonita, fruto de China
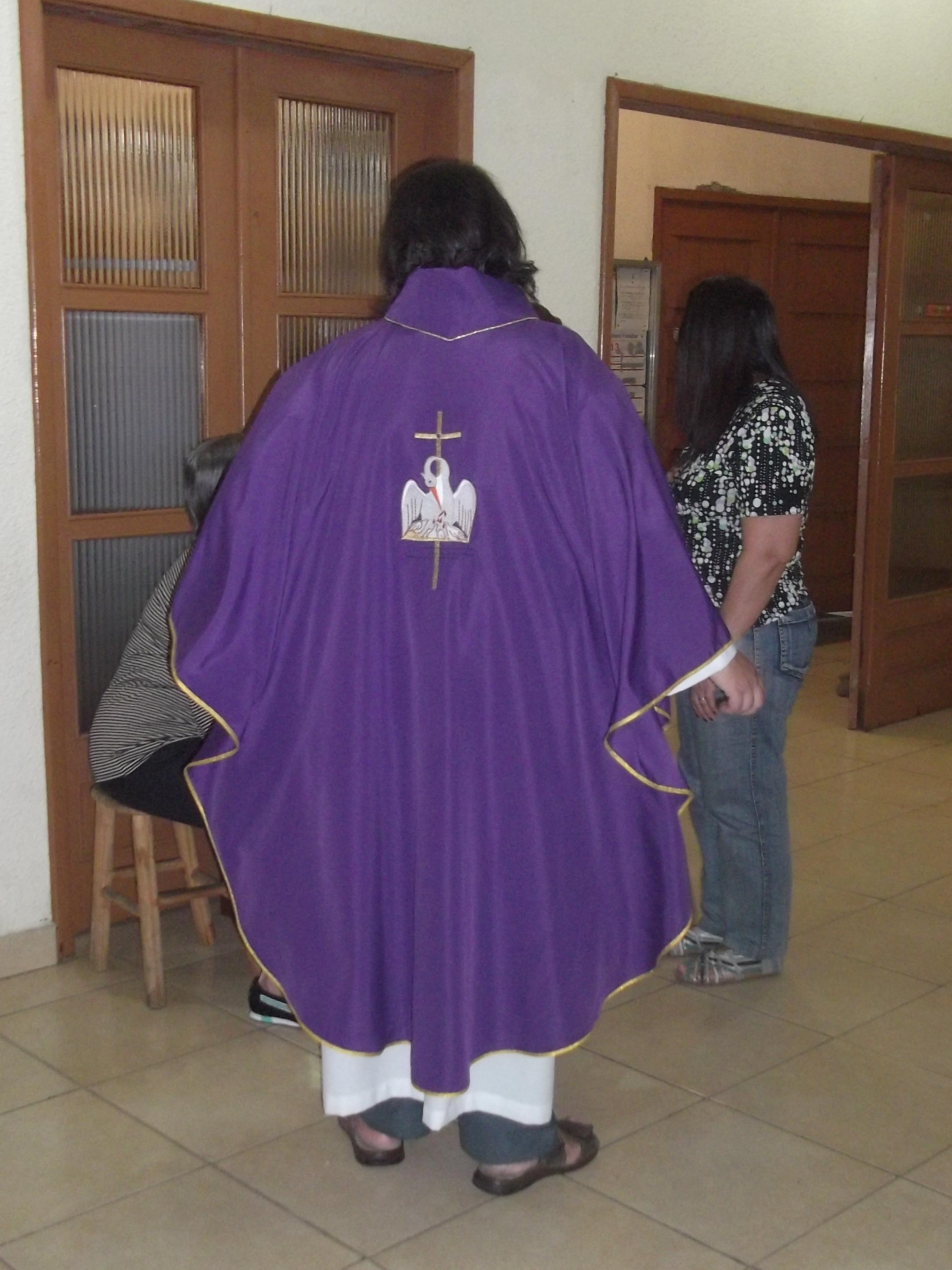
Casulla violeta del sacerdote en la liturgia católica

### Azul púrpura o violeta oscuro

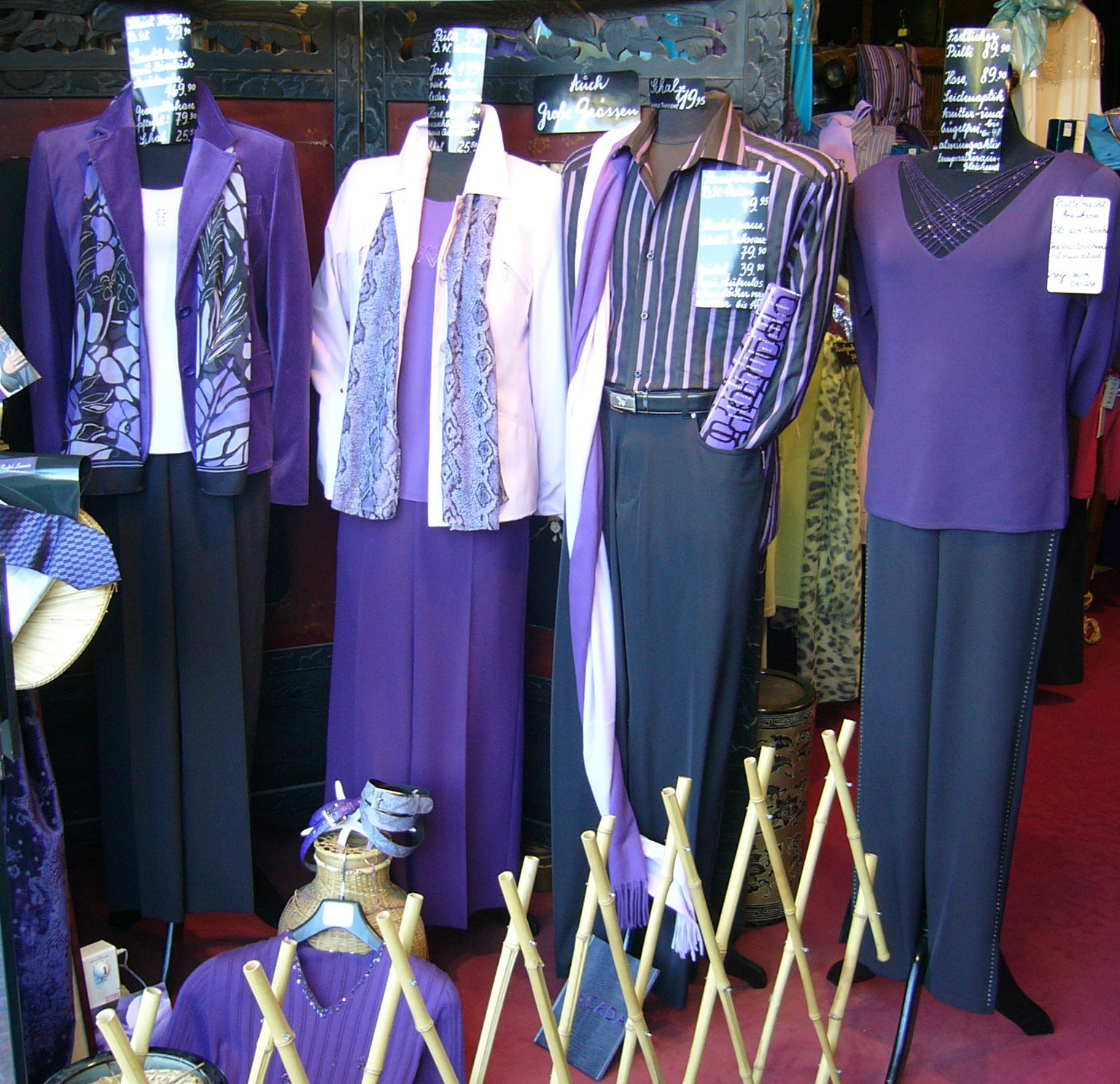
Prendas de vestir combinadas en violeta
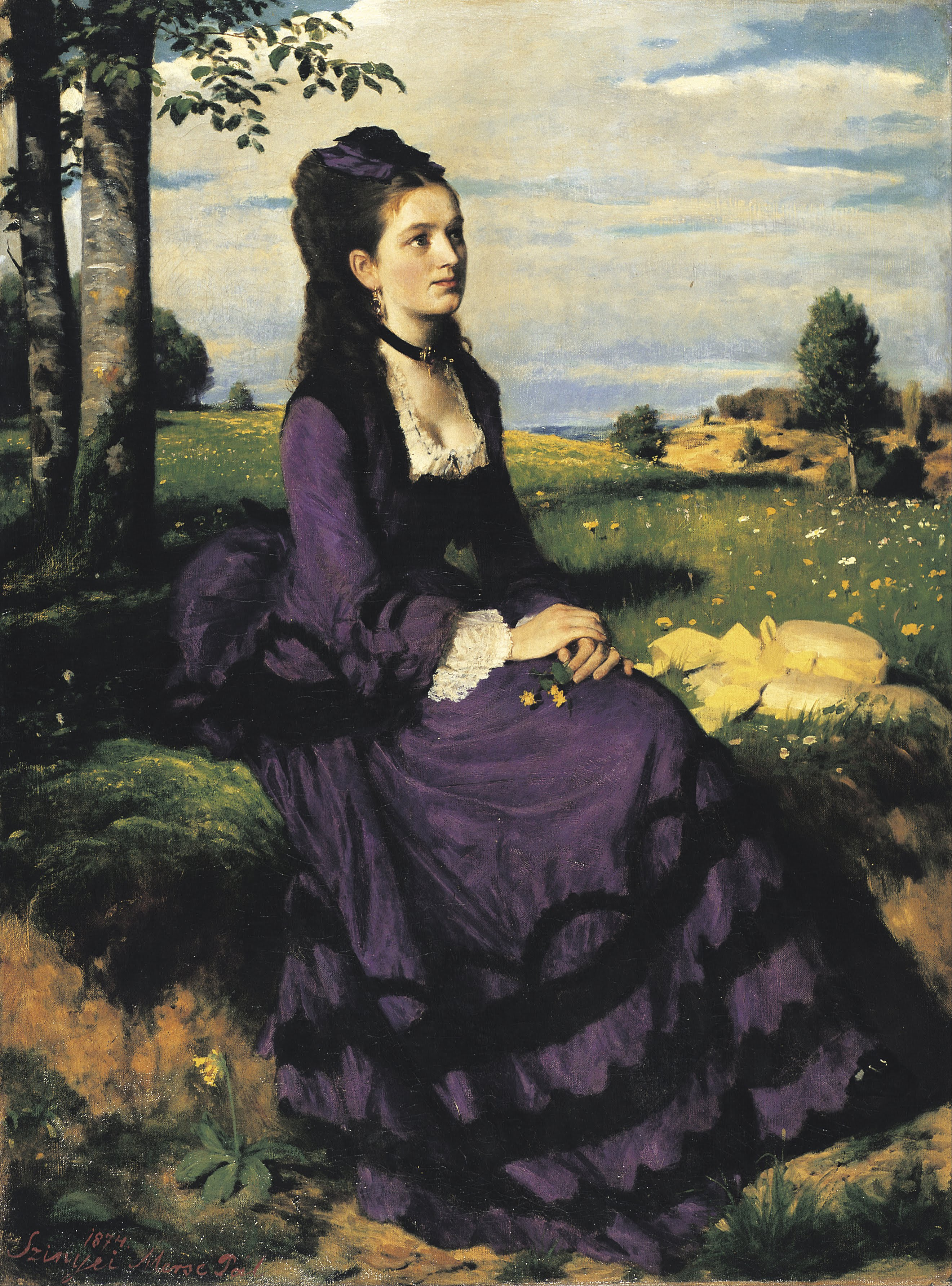
La dama de violeta, del pintor Pál Szinyei Merse (1874)
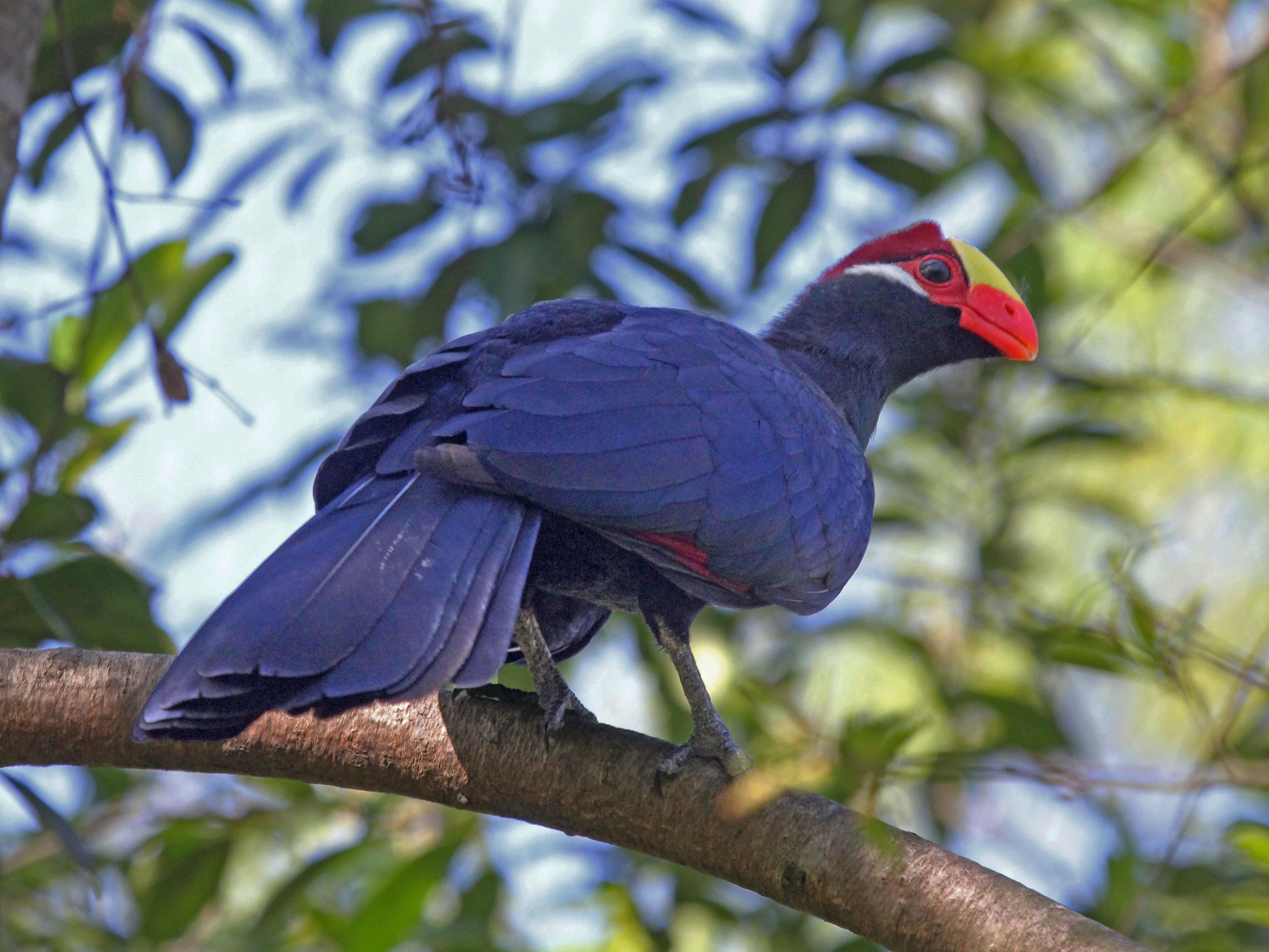
Turaco violeta (Musophaga violacea) en el zoológico de Jacksonville, Florida
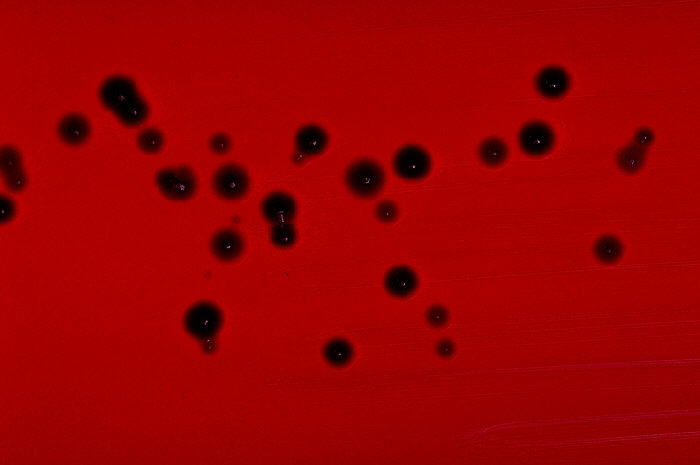
Las bacterias Chromobacterium violaceum producen un pigmento violeta, la violaceína, que además actúa como antibiótico
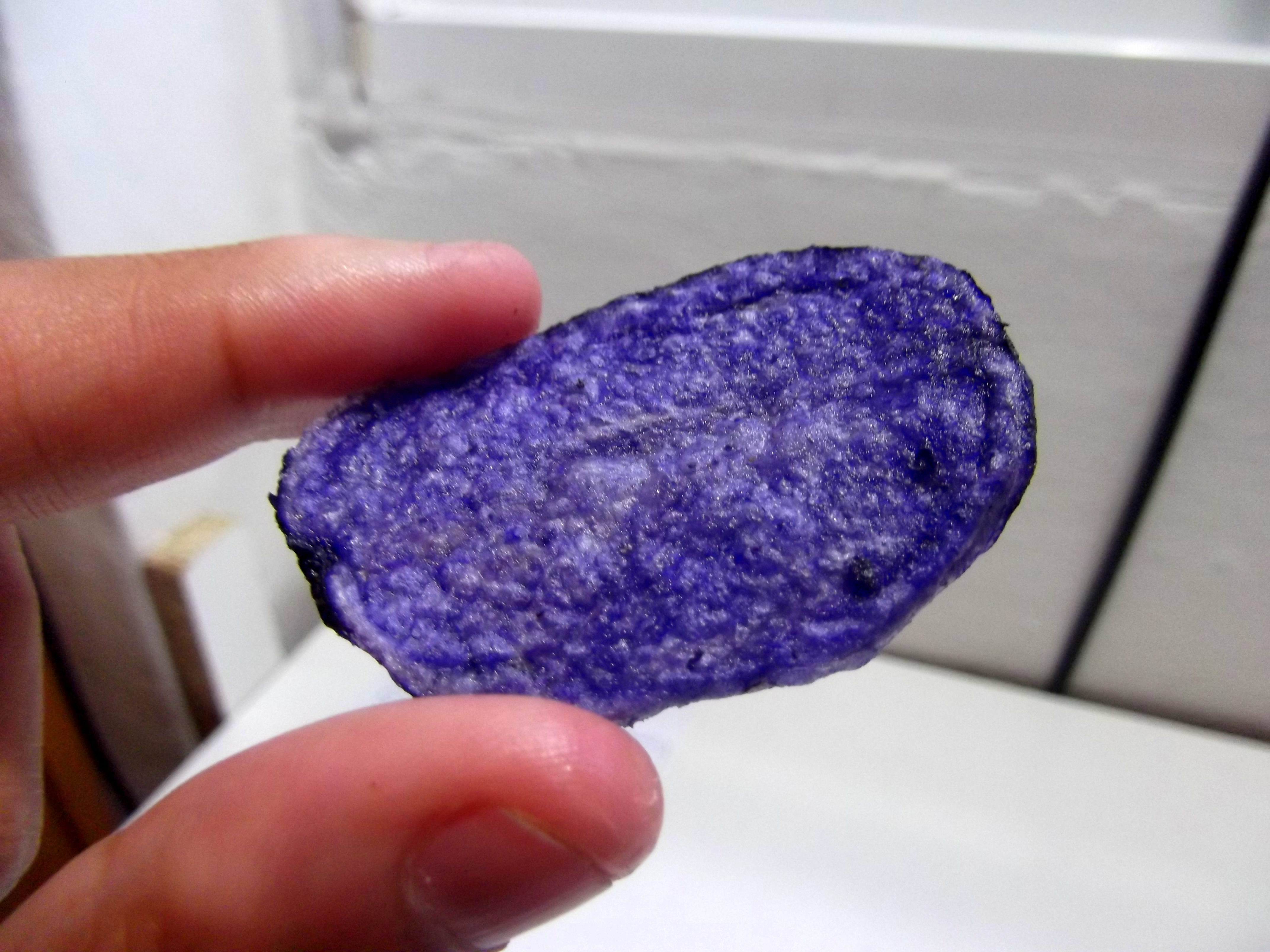
Hojuela de la papa azul peruana
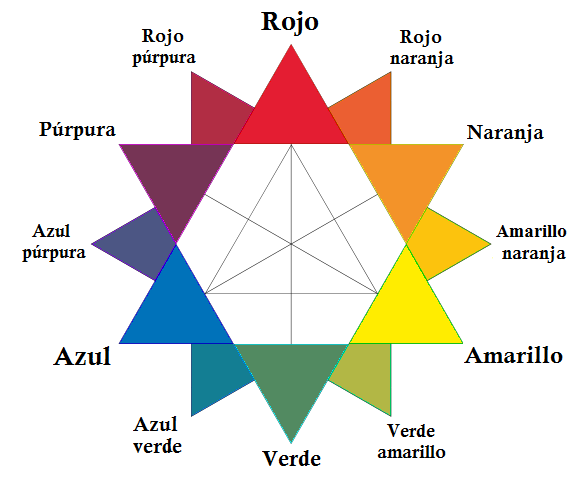
Posición del azul púrpura en la rueda de colores tradicional

### Otros tipos de violeta

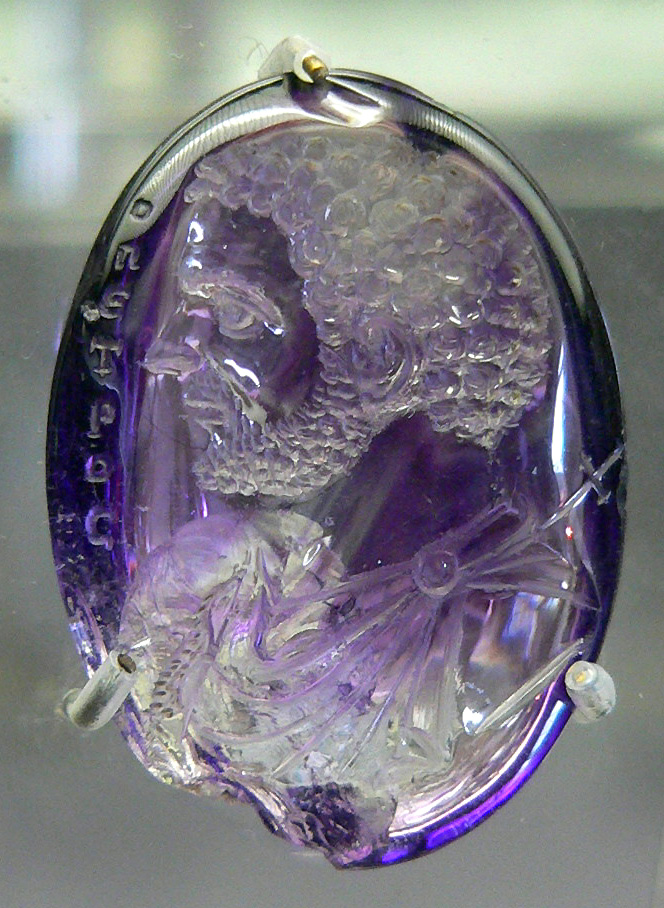
Color amatista de la piedra amatista, esta labrada con un retrato del emperador Caracalla alrededor del 212 d.C.
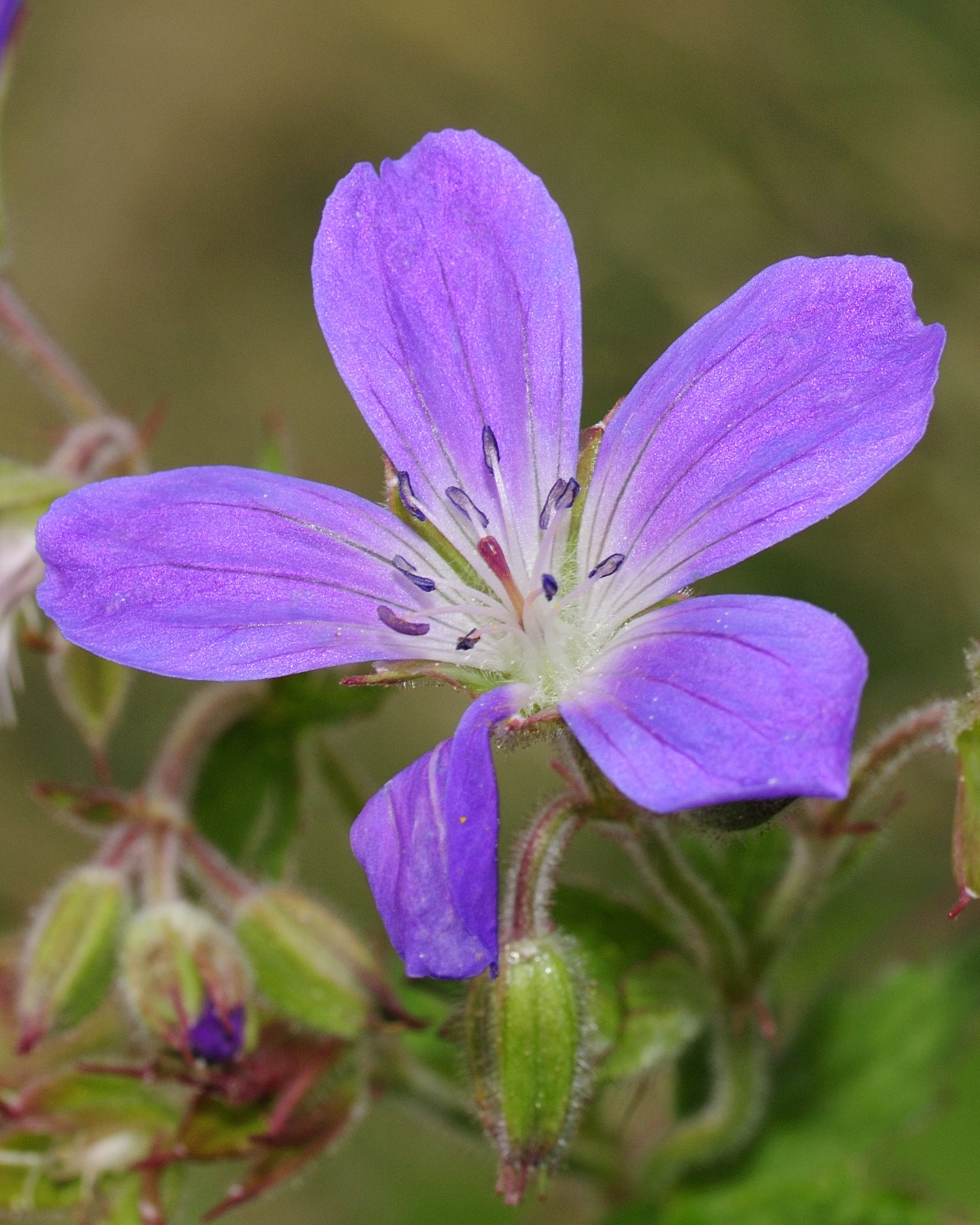
Color malva de un geranio escandinavo